# بيتر هويكسترا
بيتر هويكسترا (بالهولندية: Peter Hoekstra)‏ هو لاعب كرة قدم هولندي في مركز نصف الجناح، ولد في 4 أبريل 1973 في أسن في هولندا. شارك مع منتخب هولندا لكرة القدم. أما مع النوادي، فقد لعب مع أياكس أمستردام وستوك سيتي ونادي آيندهوفن ونادي غرونينغن ونادي كومبوستيلا.

## وصلات خارجية
- بيتر هويكسترا على موقع قاعدة بيانات كرة القدم.إي يو (الإنجليزية)
- بيتر هويكسترا على موقع ناشيونال فوتبول تيمز (الإنجليزية)
- بيتر هويكسترا على موقع Soccerbase.com (لاعب) (الإنجليزية)